# Pseudoamara
Pseudoamara (лат.) — подрод жуков-тускляков из семейства жужелиц и подсемейства харпалин (Harpalinae). Встречаются в Азии: Индия, Китай, Мьянма.

## Описание
Подрод был впервые выделен в 1934 году для типового вида Amara beesoni Baliani, 1934 (= A. birmana Bal.). В 1975 году он был синонимизирован с номинативным подродом Amara s. str., но в 2002 году восстановлен в своём подродовом статусе (Hieke 2002: 624).
Для подрода характерны следующие признаки: у самок две, а у и самцов четыре анальные щетинки, четыре щетинки на средних бёдрах, четыре щетинки на задних бёдрах, отсутствие волосков на простернальном межкоксальном отростке, две надглазничные щетинки, есть передние и базальные латеральные волоски на переднеспинке, простые медиальные шпоры передних голеней.

## Виды
К этому подроду относя 4 вида:
- Amara birmana Baliani, 1934[4] — Бирма, Индия (Ассам), Китай (Юньнань)
  - Amara (Pseudoamara) birmana Baliani, 1934
  - Amara (Amara) birmana Baliani, 1934
  - Amara (Pseudoamara) beesoni Baliani, 1934
  - Amara (Celia) yunnana Baliani, 1934
- Amara curvibasis Hieke, 2002[2] — Китай (Сычуань)
- Amara rotundangula Hieke, 2002[2] — Китай (Юньнань)
- Amara zhongdianica Hieke, 1997 — Китай (Юньнань)